# Davide Appollonio
Davide Appollonio   (Isernia, 2 de juny de 1989) és un ciclista italià, professional des del 2010.

## Biografia
Passà al professionalisme el 2010, aconseguí la seva primera victòria professional al Tour del Llemosí de 2010. El 2011 fitxà pel Team Sky i guanyà una etapa de la Volta a Luxemburg.
El juliol de 2015 va donar positiu per EPO en un control, i va ser suspès provisionalment per l'UCI i posteriorment apartat de l'equip. Finalment fou sancionat per quatre anys.
El 2019, una vegada finalitzada la sanció tornà al ciclisme professional de la mà de l'equip Amore & Vita-Prodir.

## Palmarès
- 2007
  - Vencedor d'una etapa del Giro de Toscana júnior
  - Vencedor d'una etapa de la Tre Ciclistica Bresciana
- 2009
  - 1r a la Florència-Empoli
  - 1r al Giro Colline Capannoresi
  - 1r a la Copa Lanciotto Ballerini
  - 1r al Gran Premi Pretola
- 2010
  - Vencedor d'una etapa del Tour del Llemosí
- 2011
  - Vencedor d'una etapa de la Volta a Luxemburg
  - Vencedor d'una etapa del Tour de Poitou-Charentes
- 2019
  - Vencedor d'una etapa a la Volta a Portugal

### Resultats al Giro d'Itàlia
- 2011. Abandona (13a etapa)
- 2013. 168è de la classificació general
- 2014. Fora de control (11a etapa)
- 2015. 123è de la classificació general